# Carrizozo
Carrizozo är administrativ huvudort (county seat) i Lincoln County i den amerikanska delstaten New Mexico.

## Historia
Lawrence Murphy ägde en ranch i området och deltog i Lincoln County War (1878).
1899 grundades staden då en järnvägsstation byggdes här istället för städerna White Oaks och Jicarilla som blev spökstäder. 
1909 blev Carrizozo administrativ huvudort (county seat) i Lincoln County.

## Kända personer
- Albert B. Fall - Första från delstaten New Mexico (1912-1921)
- William C. McDonald - Först guvernör av delstaten New Mexico (1912-1917) ägde en ranch utan för stan.